# Samuel A. Wells
Samuel Alonzo Wells Jr. (* 16. März 1936 in Cuthbert, Georgia) ist ein US-amerikanischer Chirurg mit Schwerpunkt in Onkologie und Endokrinologie.
Wells machte 1961 seinen M.D.-Abschluss in Medizin an der Emory University in Atlanta. Dem schloss sich die Facharztausbildung (Internship, Residency in Innerer Medizin) am Johns Hopkins Hospital in Baltimore an. 1963/64 war er in der Abteilung Tumorbiologie am Karolinska-Institut in Solna. 1964 bis 1966 war er als Chirurg am National Cancer Institute der National Institutes of Health in Bethesda (und 1970 bis 1972 als Senior Investigator in der Abteilung Chirurgie). Von 1966 bis 1970 absolvierte er eine Residency (Teil der Facharztausbildung) in Chirurgie an der Duke University Medical School, an der er 1972 Assistant Professor und später Professor wurde. In den 1970er Jahren war er im Treatment Committee der Brustkrebs-Task Force des National Cancer Institute und 1977/78 deren Vorsitzender. Ab 1981 war er Bixby Professor für Chirurgie an der Washington University in St. Louis und Fakultätsvorstand.
Er identifizierte 1993 mit Kollegen das Proto-Onkogen RET als Ursache von MEN vom Typ 2A und 2B und entwickelte einen entsprechenden Gentest und das Verfahren der prophylaktischen Entfernung der Schilddrüsen bei Kindern mit entsprechenden Erbanlagen.
1995 erhielt er den Ernst Jung-Preis, er erhielt die Janeway Medal der American Radium Society, die Medallion of Scientific Achievement der American Surgical Association und 1996 den Joseph H. Burchenal Clinical Research Award der American Association for Cancer Research. 1995/96 war er Präsident der American Surgical Association, 1993/94 Präsident der Society of Surgical Oncology (SSO) und er war Präsident der International Society of Surgery und des American Board of Surgery. Er ist 2008 Executive Director der International Thyroid Oncology Group. Ab 1996 war er Präsident der General Motors Cancer Research Foundation. Von 1984 bis 1986 war er Vorstand der Abteilung Krebsbehandlung des National Cancer Institute. Er ist Mitglied des Institute of Medicine der National Academy of Sciences.
1983 bis 1986 war er Herausgeber des World Journal of Surgery.